# Za dużo naraz
Za dużo naraz (hiszp. ¿Por qué se frotan las patitas?) – hiszpańska komedia muzyczna z 2006 roku wyreżyserowana przez Álvaro Beginesa. Wyprodukowana przez Tesela Producciones Cinematográficas oraz La Zanfoña Producciones.
Premiera filmu miała miejsce 24 listopada 2006 roku w Hiszpanii.

## Opis fabuły
Luis (Antonio Dechent) nagle zostaje sam. Jego żona czuje się niedoceniana i wstępuje do buddyjskiego klasztoru. Córka postanawia sprawdzić, jak wielka jest miłość jej chłopaka, a matka przemierza kraj z grupą squattersów. Próby odnalezienia trzech kobiet bliskich jego sercu nie przynoszą rezultatów. Luis wynajmuje prywatnego detektywa.

## Produkcja
Zdjęcia do filmu kręcono w Sewilli, Barcelonie i Sitges.

## Obsada
Źródło: Filmweb
- Marisol Membrillo jako Rocío
- Carlos Álvarez-Nóvoa jako Miguel
- Raúl Arévalo jako Utrera
- Alexander Biggie jako Carlitos
- Antonio Dechent jako Luis
- Julia García jako Laura
- Miguel Ángel González jako taksówkarz
- Belén López jako Patricia
- Álex O'Dogherty jako Javi
- William Miller jako Charlie

i inni.